# Leptodactylodon blanci
Leptodactylodon blanci är en groddjursart som beskrevs av Annemarie Ohler 1999. Leptodactylodon blanci ingår i släktet Leptodactylodon och familjen Arthroleptidae. IUCN kategoriserar arten globalt som otillräckligt studerad. Inga underarter finns listade i Catalogue of Life.